# 1. Fußball-Club Köln 01/07 1983-1984
Questa voce raccoglie le informazioni riguardanti il 1. Fußball-Club Köln 01/07 nelle competizioni ufficiali della stagione 1983-1984.

## Stagione
Nella stagione 1983-1984 il Colonia, allenato da Rinus Michels e Hannes Löhr, concluse il campionato di Bundesliga al 6º posto. In Coppa di Germania il Colonia fu eliminato agli ottavi di finale dall'Hannover 96. In Coppa delle Coppe il Colonia fu eliminato al secondo turno dal Újpest.

## Rosa
| N. |                     | Ruolo | Calciatore         |
| -- | ------------------- | ----- | ------------------ |
|    | Germania (bandiera) | P     | Gerald Ehrmann     |
|    | Germania (bandiera) | P     | Michael Nißl       |
|    | Germania (bandiera) | P     | Toni Schumacher    |
|    | Germania (bandiera) | D     | Bernd Cullmann     |
|    | Germania (bandiera) | D     | Matthias Hönerbach |
|    | Germania (bandiera) | D     | Dieter Prestin     |
|    | Germania (bandiera) | D     | Paul Steiner       |
|    | Germania (bandiera) | D     | Gerd Strack        |
|    | Germania (bandiera) | D     | Holger Willmer     |
|    | Ghana (bandiera)    | C     | Anthony Baffoe     |
|    | Germania (bandiera) | C     | Stefan Engels      |

| N. |                     | Ruolo | Calciatore         |
| -- | ------------------- | ----- | ------------------ |
|    | Germania (bandiera) | C     | Andreas Gielchen   |
|    | Germania (bandiera) | C     | Uwe Haas           |
|    | Germania (bandiera) | C     | Manfred Lefkes     |
|    | Germania (bandiera) | C     | Pierre Littbarski  |
|    | Germania (bandiera) | C     | Hans-Werner Reif   |
|    | Germania (bandiera) | C     | Rudolf Wabra       |
|    | Germania (bandiera) | C     | Herbert Zimmermann |
|    | Germania (bandiera) | A     | Klaus Allofs       |
|    | Germania (bandiera) | A     | Klaus Fischer      |
|    | Germania (bandiera) | A     | Frank Hartmann     |
|    | Scozia (bandiera)   | A     | Vincent Mennie     |

## Organigramma societario
Area tecnica
- Allenatore: Hannes Löhr
- Allenatore in seconda: Sylvester Takač
- Preparatore dei portieri: Rolf Herings
- Preparatori atletici:

## Calciomercato

### Sessione estiva
| Acquisti | Acquisti | Acquisti | Acquisti |
| R.       | Nome     | da       | Modalità |
| -------- | -------- | -------- | -------- |

| Cessioni | Cessioni        | Cessioni             | Cessioni |
| R.       | Nome            | a                    | Modalità |
| -------- | --------------- | -------------------- | -------- |
| D        | Harald Konopka  | Borussia Dortmund    |          |
| A        | Ferenc Schmidt  | BV 08 Lüttringhausen |          |
| C        | Edhem Šljivo    | RFC Liegi            |          |
| A        | Hans Faust      | Colonia II           |          |
| C        | Herbert Neumann | Olympiacos           |          |
| D        | Peter Ritter    | Wuppertal            |          |
| C        | Telat Üzüm      | Karlsruhe            |          |

### Sessione invernale
| Acquisti | Acquisti     | Acquisti | Acquisti |
| R.       | Nome         | da       | Modalità |
| -------- | ------------ | -------- | -------- |
| C        | Rudolf Wabra | Locarno  |          |

| Cessioni | Cessioni | Cessioni | Cessioni |
| R.       | Nome     | a        | Modalità |
| -------- | -------- | -------- | -------- |

## Risultati

### Bundesliga

#### Girone di andata
| Arbitro: | Wuttke |

|                          |           |                                     |
| Littbarski 9’ Allofs 83’ | Marcatori | 24’ Ozaki 67’ Geils 80’ Grillemeier |

| Arbitro: | Föckler |

|                 |           |  |
| Bommer 35’, 76’ | Marcatori |  |

| Arbitro: | Horeis |

|             |           |  |
| Fischer 66’ | Marcatori |  |

| Arbitro: | Neuner |

|            |           |  |
| Schaaf 20’ | Marcatori |  |

| Arbitro: | Walz |

|                           |           |           |
| Littbarski 6’ Willmer 58’ | Marcatori | 63’ Keute |

| Arbitro: | Theobald |

|                    |           |                        |
| Linz 37’ Makan 48’ | Marcatori | 30’ Allofs 44’ Steiner |

| Arbitro: | Barnick |

|                                |           |  |
| Fischer 1’, 43’ Littbarski 73’ | Marcatori |  |

| Arbitro: | Schmidhuber |

|                                                |           |                             |
| Mill 14’ Hannes 25’ (rig.) Rahn 44’ Lienen 90’ | Marcatori | 10’ Hartmann 50’ Littbarski |

| Arbitro: | Hontheim |

|                                         |           |                        |
| Müller 37’ Niedermayer 62’ Allgöwer 80’ | Marcatori | 79’ Allofs 85’ Fischer |

| Arbitro: | Heitmann |

|                            |           |  |
| Steiner 49’ Littbarski 76’ | Marcatori |  |

| Arbitro: | Huster |

|          |           |                                         |
| Heck 44’ | Marcatori | 12’ Allofs 67’ Hönerbach 83’ Littbarski |

| Arbitro: | Wiesel |

|                                                                          |           |  |
| Haas 29’, 39’ Fischer 32’ Allofs 49’ Hartmann 73’ Steiner 84’ Mennie 89’ | Marcatori |  |

| Arbitro: | Brückner |

|                        |           |                     |
| Steffen 30’ Magath 83’ | Marcatori | 37’, 60’ Littbarski |

| Arbitro: | Brehm |

|            |           |                                        |
| Strack 69’ | Marcatori | 8’, 80’ Nilsson 39’ Hübner 88’ Brummer |

| Dortmund 26 novembre 1983, ore 15:30 CET 15ª giornata | Borussia Dortmund | 0 – 0 referto | Colonia | Westfalenstadion (18 500 spett.)\| Arbitro: \| Walz \| |
| Arbitro:                                              | Walz              |               |         |                                                        |

| Arbitro: | Ermer |

|                                       |           |  |
| Littbarski 49’ Strack 61’ Fischer 83’ | Marcatori |  |

| Arbitro: | Föckler |

|                  |           |           |
| Waas 34’ Cha 57’ | Marcatori | 4’ Allofs |

#### Girone di ritorno
| Arbitro: | Umbach |

|                       |           |                        |
| Pagelsdorf 58’ (rig.) | Marcatori | 21’ Fischer 52’ Allofs |

| Arbitro: | Roth |

|                |           |  |
| Littbarski 74’ | Marcatori |  |

| Arbitro: | Heitmann |

|                     |           |  |
| Kutzop 49’ Bein 71’ | Marcatori |  |

| Arbitro: | Schmidhuber |

|             |           |                                        |
| Prestin 80’ | Marcatori | 41’ Möhlmann 50’, 63’ Meier 72’ Völler |

| Arbitro: | Brehm |

|                    |           |                           |
| Worm 43’ Geyer 45’ | Marcatori | 51’ Allofs 90’ Littbarski |

| Arbitro: | Werner |

|                        |           |  |
| Fischer 17’ Allofs 90’ | Marcatori |  |

| Arbitro: | Wuttke |

|                          |           |                                      |
| Schreier 56’ (rig.), 89’ | Marcatori | 58’ Fischer 60’ Hartmann 87’ Willmer |

| Arbitro: | Huster |

|           |           |                       |
| Allofs 8’ | Marcatori | 50’ Matthäus 83’ Rahn |

| Arbitro: | Niebergall |

|                 |           |                   |
| Fischer 8’, 31’ | Marcatori | 38’, 63’ Reichert |

| Arbitro: | Jaus |

|                                             |           |                          |
| Rummenigge 51’ Nachtweih 72’ Mathy 75’, 85’ | Marcatori | 8’ Engels 27’ Littbarski |

| Arbitro: | Theobald |

|                                       |           |           |
| Engels 71’ Fischer 77’ Littbarski 81’ | Marcatori | 61’ Trunk |

| Arbitro: | Osmers |

|  |           |                 |
|  | Marcatori | 84’, 89’ Allofs |

| Arbitro: | Föckler |

|            |           |                                                             |
| Allofs 65’ | Marcatori | 31’ (rig.) Kaltz 43’ Schatzschneider 54’ Schröder 55’ Rolff |

| Arbitro: | Gabor |

|                       |           |                        |
| Hübner 73’ Allofs 84’ | Marcatori | 69’ Prestin 83’ Allofs |

| Arbitro: | Hontheim |

|                                                        |           |                       |
| Lefkes 47’ Littbarski 54’, 84’ Hartmann 73’ Allofs 87’ | Marcatori | 20’ Rüssmann 43’ Koch |

| Arbitro: | Michel |

|                                        |           |                                                    |
| Gulich 46’, 87’ Feilzer 55’ Jusufi 70’ | Marcatori | 6’ Lefkes 15’, 39’, 85’ Allofs 62’, 72’ Littbarski |

| Arbitro: | Risse |

|                 |           |  |
| Allofs 62’, 90’ | Marcatori |  |

### Coppa di Germania
| Arbitro: | Schumann |

|          |           |                                                                     |
| Mund 89’ | Marcatori | 11’ (rig.) Littbarski 12’ Steiner 28’, 45’, 48’ Fischer 82’ Willmer |

| Arbitro: | Dellwing |

|                                                                           |           |                        |
| Steiner 19’, 84’ Strack 21’ Grünewald 25’ (aut.) Hartmann 33’ Fischer 55’ | Marcatori | 37’ (rig.), 82’ Kutzop |

| Arbitro: | Correll |

|                                           |           |                        |
| Surmann 6’ Lorant 64’ (rig.) Hartmann 74’ | Marcatori | 14’ Allofs 31’ Fischer |

### Coppa delle Coppe
| Arbitro: | Krchňák |

|           |           |  |
| Gröss 71’ | Marcatori |  |

| Arbitro: | Daina |

|                                                              |           |           |
| Strack 13’, 60’ Allofs 15’, 53’ Fischer 26’, 49’ Steiner 44’ | Marcatori | 31’ Gröss |

| Arbitro: | Losert |

|                            |           |             |
| Kiss 38’, 63’ Kisznyér 43’ | Marcatori | 75’ Steiner |

| Arbitro: | Thime |

|                                           |           |                             |
| Strack 17’ Littbarski 43’ Allofs 47’, 88’ | Marcatori | 8’ (aut.) Strack 69’ Fekete |

## Statistiche

### Statistiche di squadra
| Competizione      | Punti | In casa | In casa | In casa | In casa | In casa | In casa | In trasferta | In trasferta | In trasferta | In trasferta | In trasferta | In trasferta | Totale | Totale | Totale | Totale | Totale | Totale | DR  |
| Competizione      | Punti | G       | V       | N       | P       | Gf      | Gs      | G            | V            | N            | P            | Gf           | Gs           | G      | V      | N      | P      | Gf     | Gs     | DR  |
| ----------------- | ----- | ------- | ------- | ------- | ------- | ------- | ------- | ------------ | ------------ | ------------ | ------------ | ------------ | ------------ | ------ | ------ | ------ | ------ | ------ | ------ | --- |
| Bundesliga        | 38    | 17      | 11      | 1       | 5       | 39      | 23      | 17           | 5            | 5            | 7            | 31           | 34           | 34     | 16     | 6      | 12     | 70     | 57     | +13 |
| Coppa di Germania | -     | 1       | 1       | 0       | 0       | 6       | 2       | 2            | 1            | 0            | 1            | 8            | 4            | 3      | 2      | 0      | 1      | 14     | 6      | +8  |
| Coppa delle Coppe | -     | 2       | 2       | 0       | 0       | 11      | 3       | 2            | 0            | 0            | 2            | 1            | 4            | 4      | 2      | 0      | 2      | 12     | 7      | +5  |
| Totale            | 38    | 20      | 14      | 1       | 5       | 56      | 28      | 21           | 6            | 5            | 10           | 40           | 42           | 41     | 20     | 6      | 15     | 96     | 70     | +26 |

### Andamento in campionato
| Giornata  | 1  | 2  | 3  | 4  | 5  | 6  | 7 | 8  | 9  | 10 | 11 | 12 | 13 | 14 | 15 | 16 | 17 | 18 | 19 | 20 | 21 | 22 | 23 | 24 | 25 | 26 | 27 | 28 | 29 | 30 | 31 | 32 | 33 | 34 |
| --------- | -- | -- | -- | -- | -- | -- | - | -- | -- | -- | -- | -- | -- | -- | -- | -- | -- | -- | -- | -- | -- | -- | -- | -- | -- | -- | -- | -- | -- | -- | -- | -- | -- | -- |
| Luogo     | C  | T  | C  | T  | C  | T  | C | T  | T  | C  | T  | C  | T  | C  | T  | C  | T  | T  | C  | T  | C  | T  | C  | T  | C  | C  | T  | C  | T  | C  | T  | C  | T  | C  |
| Risultato | P  | P  | V  | P  | V  | N  | V | P  | P  | V  | V  | V  | N  | P  | N  | V  | P  | V  | V  | P  | P  | N  | V  | V  | P  | N  | P  | V  | V  | P  | N  | V  | V  | V  |
| Posizione | 12 | 17 | 14 | 15 | 14 | 11 | 8 | 10 | 14 | 10 | 8  | 7  | 7  | 9  | 9  | 8  | 8  | 8  | 8  | 9  | 9  | 9  | 8  | 8  | 8  | 8  | 8  | 8  | 7  | 7  | 7  | 6  | 6  | 6  |

Legenda:

Luogo: C = Casa; T = Trasferta. Risultato: V = Vittoria; N = Pareggio; P = Sconfitta.

### Statistiche dei giocatori
| Giocatore     | Bundesliga | Bundesliga | Bundesliga  | Bundesliga | Coppa di Germania | Coppa di Germania | Coppa di Germania | Coppa di Germania | Coppa delle Coppe | Coppa delle Coppe | Coppa delle Coppe | Coppa delle Coppe | Totale   | Totale | Totale      | Totale     |
| Giocatore     | Presenze   | Reti       | Ammonizioni | Espulsioni | Presenze          | Reti              | Ammonizioni       | Espulsioni        | Presenze          | Reti              | Ammonizioni       | Espulsioni        | Presenze | Reti   | Ammonizioni | Espulsioni |
| ------------- | ---------- | ---------- | ----------- | ---------- | ----------------- | ----------------- | ----------------- | ----------------- | ----------------- | ----------------- | ----------------- | ----------------- | -------- | ------ | ----------- | ---------- |
| K. Allofs     | 34         | 20         | 3           | 0          | 3                 | 1                 | 0                 | 0                 | 4                 | 4                 | 0                 | 0                 | 41       | 25     | 3           | 0          |
| A. Baffoe     | 2          | 0          | 0           | 0          | 0                 | 0                 | 0                 | 0                 | 0                 | 0                 | 0                 | 0                 | 2        | 0      | 0           | 0          |
| B. Cullmann   | 0          | 0          | 0           | 0          | 0                 | 0                 | 0                 | 0                 | 0                 | 0                 | 0                 | 0                 | 0        | 0      | 0           | 0          |
| G. Ehrmann    | 1          | 0          | 0           | 0          | 0                 | 0                 | 0                 | 0                 | 0                 | 0                 | 0                 | 0                 | 1        | 0      | 0           | 0          |
| S. Engels     | 19         | 2          | 3           | 1          | 1                 | 0                 | 0                 | 0                 | 1                 | 0                 | 0                 | 0                 | 21       | 2      | 3           | 1          |
| K. Fischer    | 33         | 12         | 1           | 0          | 3                 | 5                 | 0                 | 0                 | 4                 | 2                 | 0                 | 0                 | 40       | 19     | 1           | 0          |
| A. Gielchen   | 17         | 0          | 0           | 0          | 2                 | 0                 | 0                 | 0                 | 2                 | 0                 | 0                 | 0                 | 21       | 0      | 0           | 0          |
| U. Haas       | 22         | 2          | 0           | 0          | 3                 | 0                 | 0                 | 0                 | 4                 | 0                 | 0                 | 0                 | 29       | 2      | 0           | 0          |
| F. Hartmann   | 30         | 4          | 5           | 0          | 2                 | 1                 | 0                 | 0                 | 4                 | 0                 | 0                 | 0                 | 36       | 5      | 5           | 0          |
| M. Hönerbach  | 30         | 1          | 5           | 0          | 2                 | 0                 | 0                 | 0                 | 4                 | 0                 | 0                 | 0                 | 36       | 1      | 5           | 0          |
| H. Konopka    | 1          | 0          | 0           | 0          | 0                 | 0                 | 0                 | 0                 | 0                 | 0                 | 0                 | 0                 | 1        | 0      | 0           | 0          |
| M. Lefkes     | 11         | 2          | 0           | 0          | 0                 | 0                 | 0                 | 0                 | 0                 | 0                 | 0                 | 0                 | 11       | 2      | 0           | 0          |
| P. Littbarski | 33         | 17         | 5           | 0          | 3                 | 1                 | 0                 | 0                 | 4                 | 1                 | 0                 | 0                 | 40       | 19     | 5           | 0          |
| V. Mennie     | 17         | 1          | 2           | 0          | 1                 | 0                 | 0                 | 0                 | 0                 | 0                 | 0                 | 0                 | 18       | 1      | 2           | 0          |
| M. Nißl       | 0          | 0          | 0           | 0          | 0                 | 0                 | 0                 | 0                 | 0                 | 0                 | 0                 | 0                 | 0        | 0      | 0           | 0          |
| D. Prestin    | 31         | 2          | 7           | 0          | 3                 | 0                 | 0                 | 0                 | 3                 | 0                 | 0                 | 0                 | 37       | 2      | 7           | 0          |
| H. Reif       | 12         | 0          | 2           | 0          | 1                 | 0                 | 1                 | 0                 | 2                 | 0                 | 0                 | 0                 | 15       | 0      | 3           | 0          |
| F. Schmidt    | 3          | 0          | 0           | 0          | 1                 | 0                 | 0                 | 0                 | 0                 | 0                 | 0                 | 0                 | 4        | 0      | 0           | 0          |
| T. Schumacher | 33         | 0          | 2           | 0          | 3                 | 0                 | 0                 | 0                 | 4                 | 0                 | 0                 | 0                 | 40       | 0      | 2           | 0          |
| P. Steiner    | 33         | 3          | 7           | 0          | 3                 | 3                 | 0                 | 0                 | 4                 | 2                 | 0                 | 0                 | 40       | 8      | 7           | 0          |
| G. Strack     | 26         | 2          | 4           | 0          | 2                 | 1                 | 0                 | 0                 | 4                 | 3                 | 0                 | 0                 | 32       | 6      | 4           | 0          |
| R. Wabra      | 0          | 0          | 0           | 0          | 0                 | 0                 | 0                 | 0                 | 0                 | 0                 | 0                 | 0                 | 0        | 0      | 0           | 0          |
| H. Willmer    | 21         | 2          | 0           | 0          | 2                 | 1                 | 0                 | 0                 | 3                 | 0                 | 0                 | 0                 | 26       | 3      | 0           | 0          |
| H. Zimmermann | 12         | 0          | 2           | 0          | 2                 | 0                 | 0                 | 0                 | 3                 | 0                 | 0                 | 0                 | 17       | 0      | 2           | 0          |
| E. Šljivo     | 4          | 0          | 0           | 0          | 1                 | 0                 | 0                 | 0                 | 0                 | 0                 | 0                 | 0                 | 5        | 0      | 0           | 0          |